# Distrito electoral local 30 de la Ciudad de México
El XXX Distrito Electoral Local de Ciudad de México es uno de los 33 distritos electorales locales en los que se encuentra dividido el territorio de Ciudad de México. Su cabecera es la alcaldía Coyoacán.

## Ubicación
Abarca el sector oriente de la alcaldía. Limita al norte con el distrito XXIV de Iztapalapa, al sur con el distrito XVI de Tlalpan, al este con el distrito XXVIII de Iztapalapa, al sureste con el distrito XXV de Xochimilco y al oeste con el distrito XXXII y distrito XXVI dentro de Coyoacán.

## Congreso de la Ciudad de México (desde 2018)
| Diputado                    | Grupo parlamentario | Legislatura | Periodo |
| --------------------------- | ------------------- | ----------- | ------- |
| Alejandro Encinas Rodríguez |                     | I           | 2018    |
| Ricardo Ruiz Suárez         | I                   | 2018 - 2021 |         |
| Ricardo Rubio Torres        |                     | II III      | 2021 -  |

## Resultados electorales

### 2021
|  | 39.3177 % |

|  | 29.1720 % |

|  | 17.0744 % |

|  | 2.5957 % |

|  | 1.0528 % |

|  | 0.9518 % |

|  | 0.4571 % |

|  | 0.5557 % |

|  | 2.7140 % |

|  | 0.1188 % |

|  | 3.0317 % |

|  | 100.00 % |